# جرذ العشب السوداني
جرذ العشب السوداني (اسم علمي Arvicanthis ansorgei)، نوع من القوارض من فصيلة الفأرية. توجد في بوركينا فاسو، غينيا بيساو، مالي، النيجر، السنغال، ربما في بنين، وساحل العاج، وغانا، وغينيا، وتوغو. موائلها الطبيعية هي الأراضي الجافة شبه الاستوائية أو الاستوائية، والأراضي الرطبة شبه الاستوائية أو الاستوائية الرطبة، والأراضي العشبية الجافة شبه الاستوائية أو الاستوائية الجافة، والأراضي العشبية الرطبة أو الاستوائية الموسمية أو الرطبة، والأراضي الصالحة للزراعة، والمراعي، والحدائق الريفية، والأراضي المروية، والأراضي الزراعية المغمورة بالمياه، والقنوات والخنادق (مصارف المياه).